# Amer Said Al-Shatri
Amer Said Al-Shatri (5 de abril de 1990) é um futebolista profissional omani que atua como meia.

## Carreira
Amer Said Al-Shatri representou a Seleção Omani de Futebol na Copa da Ásia de 2015.